# Newsies (comédie musicale)
Pour les articles homonymes, voir Newsies.
Newsies  est une comédie musicale produite en 2011 par Disney Theatrical Productions qui reprend la trame du film musical Newsies (1992) réalisé par Kenny Ortega et produit de Walt Disney Pictures. Les deux productions s'inspirent de la grève des livreurs de journaux en 1899 à New York. La comédie musicale a été composée par Alan Menken, avec un parole de Jack Feldman et un livret de Harvey Fierstein. La première a eu lieu au Paper Mill Playhouse en 2011 avant de se produire à Broadway au début de l'année 2012.

## Productions

### Paper Mill Playhouse (2011)

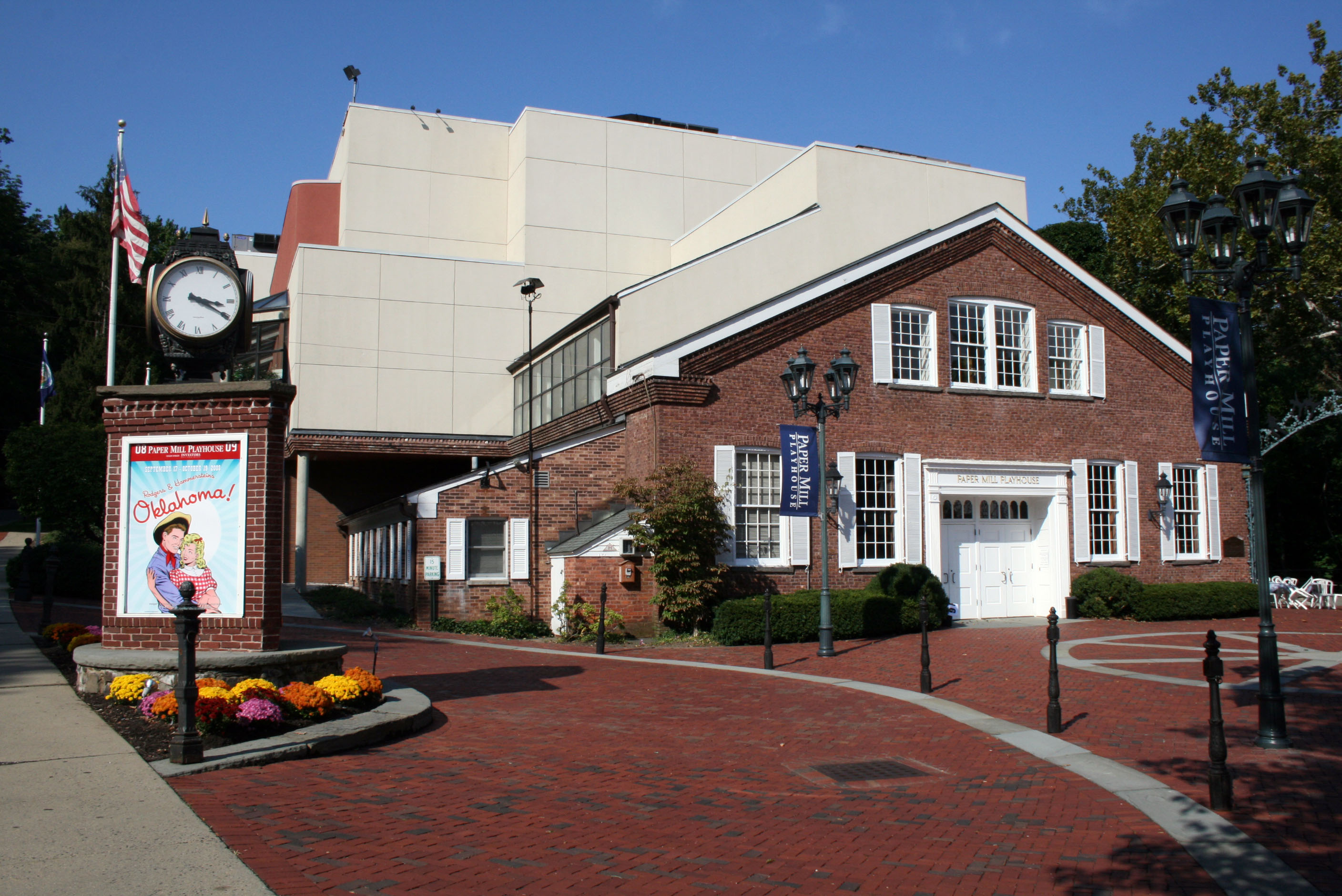
Entrée du Paper Mill Playhouse à Millburn, New Jersey

Les premières représentations de Newsies The Musical ont eu lieu au Paper Mill Playhouse à Millburn, dans le New Jersey du 25 septembre au 16 octobre 2011. Dirigée par Jeff Calhoun et une chorégraphie de Christopher Gattelli, cette comédie musicale comprend des chansons du film et de nouveaux morceaux,. À la différence du film, la comédie musicale n'évoque pas la relation amoureuse de Jack pour Sarah Jacobs, sœur de Davey et Les, ainsi que Brian Denton le journaliste du New York Sun qui a écrit sur les livreurs de journaux. Ils sont remplacés par un personnage composite nommé "Katherine Plummer", une journaliste, qui est un nom de plume. Les chansons My Lovey Dovey Baby et High Times Hard Times ainsi que le solo de Patrick's Mother sont absents de l'adaptation.
La production au Paper Mill Playhouse a reçu plusieurs critiques favorables,,.

### Broadway (2012–2014)

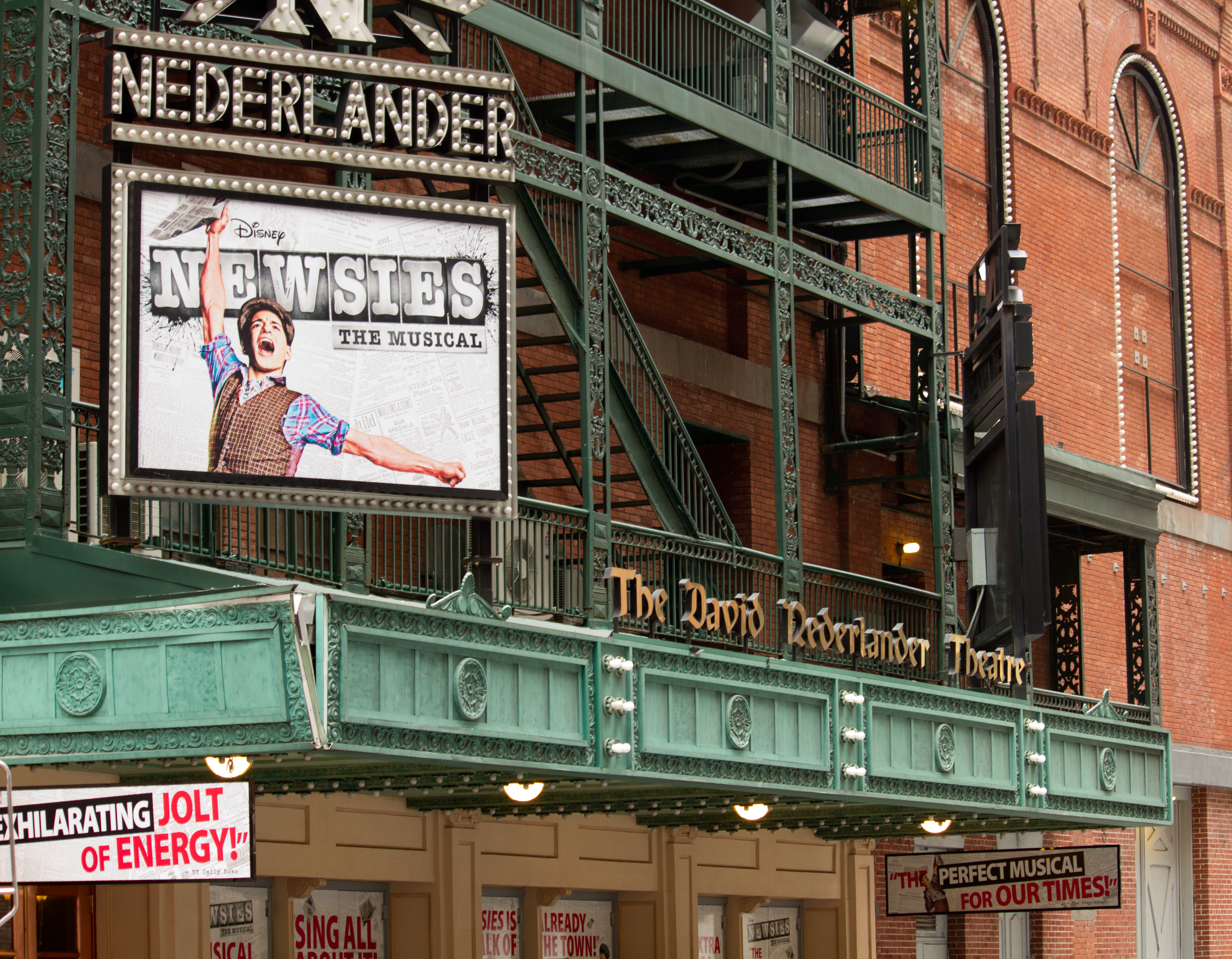
Le Nederlander Theatre en 2012

Le 11 février 2012, Disney annonce que la comédie musicale va déménager à Broadway. Elle débute à Broadway au Nederlander Theatre pour une période limitée qui a débuté le 15 mars 2012 par des représentations en avant-première et une première officielle le 29 mars 2012. Le 19 mars 2012, Disney annonce que les représentations ont été prolongées jusqu'au 19 août 2012. Le 16 mai 2012, Disney annonce que le spectacle est désormais sans date de fin.
La distribution originale comprenait Jeremy Jordan (Jack Kelly), John Dossett (le magnat de la presse Joseph Pulitzer), Kara Lindsay (Katherine Plumber), Capathia Jenkins (Medda Larkin), Ben Fankhauser (Davey), Andrew Keenan-Bolger (Crutchie) ainsi que Lewis Grosso et Matthew Schechter partageant le rôle de Les. Le coût de la production a été estimée à 5 millions d'USD. En sept mois, Newsies a récolté assez pour rentabiliser l'investissement initial devenant la plus rapides des comédies musicales de Disney à Broadway à atteindre son seuil de rentabilité
Le 14 août 2012, les producteurs annoncent que Jeremy Jordan quitte le rôle principal au 4 septembre en raison d'un contrat avec NBC sur la série Smash. Il est remplacé officiellement par Corey Cott le 5 septembre mais Cott avait déjà servi de doublure durant le mois d'août.
Le 22 juin 2014, Disney annonce la fin des représentations de la comédie musicale pour le 24 août 2014, au bout de 1005 représentations.
Le 21 juillet 2015, Disney Theatrical reçoit une subvention d'un million d'USD pour Newsies,.

### West End (2014)
Le 31 mai 2013, les producteurs indiquent qu'ils étaient à la recherche d'une salle pour présenter la comédie musicale à Londres au printemps 2014, peut-être au Piccadilly ou du Savoy.

### Tournée américaine (2014)
La comédie musicale entame en octobre 2014 une tournée américaine à Schenectady (New York) qui parcourt durant la saison 2014-2015 de 43 semaines, 25 villes
Le spectacle est annoncé du 4 janvier au 9 février 2019 au Artisan Center Theater de Dallas.

## Synopsis
Act I

## Distribution
| Personnages                 | Distribution originale de Broadway                       | Distribution finale de Broadway                         | Distribution originale de la tournée américaine                                                               | Distribution actuelle de la tournée américaine                                   |
| --------------------------- | -------------------------------------------------------- | ------------------------------------------------------- | --- | -------------------------------------------------------------------------------- |
| Jack Kelly                  | Jeremy Jordan                                            | Corey Cott                                              | Dan DeLuca | Joey Barreiro                                                                    |
| Joseph Pulitzer             | John Dossett                                             | John Dossett                                            | Steve Blanchard                                                                                               | Steve Blanchard                                                                  |
| Katherine Plumber           | Kara Lindsay                                             | Liana Hunt                                              | Stephanie Styles                                                                                              | Morgan Keene                                                                     |
| Medda Larkin                | Capathia Jenkins                                         | Capathia Jenkins                                        | Angela Grovey                                                                                                 | Aisha de Haas                                                                    |
| Davey Jacobs                | Ben Fankhauser                                           | Ben Fankhauser                                          | Jacob Kemp | Stephen Michael Langton                                                          |
| Crutchie                    | Andrew Keenan-Bolger                                     | Andy Richardson                                         | Zachary Sayle                                                                                                 | Zachary Sayle                                                                    |
| Les Jacobs                  | Lewis Grosso Matthew Schechter                           | Zachary Unger Luca Padovan                              | Vincent Crocilla Anthony Rosenthal Jonathan Fenton                                                            | John Michael Pitera Ethan Steiner                                                |
| Finch                       | Aaron J. Albano                                          | Aaron J. Albano                                         | Julian DeGuzman / David Guzman                                                                                | Iain Young                                                                       |
| Don Seitz                   | Mark Aldrich                                             | Mark Aldrich                                            | Mark Aldrich                                                                                                  | Mark Aldrich                                                                     |
| Spot Conlon                 | Tommy Bracco                                             | Tommy Bracco                                            | Jeff Heimbrock                                                                                                | Evan Kasprzak                                                                    |
| Wiesel / Mr. Jacobi / Mayor | John E. Brady                                            | John E. Brady                                           | John E. Brady                                                                                                 | Michael Gorman                                                                   |
| Race                        | Ryan Breslin                                             | Giuseppe Bausilio                                       | Ben Cook | Ben Cook                                                                         |
| Nunzio / Theodore Roosevelt | Kevin Carolan                                            | Tom Alan Robbins                                        | Kevin Carolan                                                                                                 | Kevin Carolan                                                                    |
| Henry                       | Kyle Coffman                                             | Iain Young                                              | DeMarius Copes                                                                                                | DeMarius Copes                                                                   |
| Morris Delancey / Mike      | Mike Faist                                               | Adam Kaplan                                             | Michael Ryan                                                                                                  | Michael Ryan                                                                     |
| Oscar Delancey / Ike        | Brendon Stimson                                          | Brendon Stimson                                         | Jon Hacker | Alex Prakken                                                                     |
| Sniper                      | Alex Wong                                                | Jacob Guzman                                            | Morgan Keene                                                                                                  | Kaitlyn Frank                                                                    |
| Nuns                        | Julie Foldesi Capathia Jenkins Laurie Veldheer           | Capathia Jenkins Molly Jobe Julie Reiber                | Angela Grovey Meredith Inglesby Ginna Claire MasonMorgan Keene\|Aisha de Haas Meredith Inglesby Kaitlyn Frank |                                                                                  |
| Albert                      | Garett Hawe                                              | Daniel Quadrino                                         | Sky Flaherty                                                                                                  | Sky Flaherty                                                                     |
| Bill                        | Garett Hawe                                              | Daniel Quadrino                                         | Jack Sippel                                                                                                   | Nick Masson                                                                      |
| Mush                        | Ephraim Sykes                                            | David Guzman                                            | Jack Sippel                                                                                                   | Nick Masson                                                                      |
| JoJo / Darcy                | Thayne Jasperson                                         | Nico James Greetham                                     | Joshua Burrage                                                                                                | Joshua Burrage                                                                   |
| Elmer                       | Evan Kasprzak                                            | Evan Kasprzak                                           | Jeff Heimbrock                                                                                                | Evan Kasprzak                                                                    |
| Buttons                     | Jess LeProtto                                            | Damon Gillespie                                         | Chaz Wolcott                                                                                                  | Chaz Wolcott                                                                     |
| Snyder                      | Stuart Marland                                           | Stuart Marland                                          | James Judy | James Judy                                                                       |
| Romeo                       | Andy Richardson                                          | Tommy Martinez                                          | Nico DeJesus                                                                                                  | Nico DeJesus                                                                     |
| Specs                       | Ryan Steele                                              | John Michael Fiumara                                    | Jordan Samuels                                                                                                | Jordan Samuels                                                                   |
| Bunsen                      | Nick Sullivan                                            | Nick Sullivan                                           | Bill Bateman                                                                                                  | Bill Bateman                                                                     |
| Hannah                      | Laurie Veldheer                                          | Molly Jobe                                              | Meredith Inglesby                                                                                             | Meredith Inglesby                                                                |
| Smalls                      | Laurie Veldheer                                          | Molly Jobe                                              | Josh Assor | Josh Assor                                                                       |
| Scabs                       | Tommy Bracco Jess LeProtto Alex Wong                     | Tommy Bracco Damon Gillespie Jacob Guzman               | Evan Autio Sky Flaherty Chaz Wolcott                                                                          | Evan Autio Sky Flaherty Chaz Wolcott                                             |
| Swings                      | Caitlyn Caughell Michael Fatica Jack Scott Stuart Zagnit | Julian DeGuzman Michael Fatica Jack Scott Stuart Zagnit | Melissa Steadman Hart Stephen Hernandez Eric Jon Mahlum Andrew Wilson                                         | JP Ferreri Melissa Steadman Hart Stephen Hernandez Eric Jon Mahlum Andrew Wilson |

## Numéros musicaux
| Acte I - "Overture" – Orchestra - "Santa Fe (Prologue)" – Jack and Crutchie - "Carrying the Banner" – Jack, Newsies, Nuns - "The Bottom Line" – Pulitzer, Seitz, Bunsen, Hannah - "That's Rich" – Medda - "I Never Planned on You/Don't Come A-Knocking" / "I Never Planned on You" – Jack, Katherine et Bowery Beauties - "The World Will Know" – Jack, Davey, Les and Newsies - "The World Will Know" (Reprise) – Jack, Davey, Les et Newsies (absent du disque) - "Watch What Happens" – Katherine - "Seize the Day" – Davey, Jack, Les and Newsies - "Santa Fe" – Jack | Acte II - "King of New York" – Davey, Les, Katherine and Newsies - "Letter from the Refuge" - Crutchie (absent du disque mais ajouté pour la tournée américaine) - "Watch What Happens" (Reprise) – Jack, Davey, Katherine et Les - "The Bottom Line" (Reprise) – Pulitzer, Seitz et Mayor - "Brooklyn's Here" – Spot Conlon et Newsies - "Something to Believe In" – Jack et Katherine - "Seize the Day" (Reprise) – Newsies (absent du disque) - "Once and for All" – Jack, Davey, Les, Katherine, Darcy, Bill et Newsies - "Seize the Day" (Reprise) – Davey et Newsies (absent du disque) - "Finale" – Company |

## Accueil
La production au Paper Mill a reçu un accueil enthousiaste des critiques. Selon le The New York Times, Newsies va ouvrir à temps pour se qualifier pour le Tony Award alors que le Tony Awards de la meilleure comédie musicale est considérée comme à gagner ; Newsies est déjà considéré comme un candidat probable pour une nomination avant même l'ouverture du spectacle.
Dans sa critique, Ben Brantley du The New York Times écrit « Comme chorégraphié par Christopher Gattelli, ils continuent à venir à nous comme des phalanges au pas de courses, renforcé à chaque pas comme dans un almanach de danse sur Broadway... M. Jordan ... est une étoile naturelle qui n'a aucun mal à tenir la scène, même sans pirouettes ... les paroles de M. Feldman sont justes, alors que la mélodie nous rappelle à quel point le compositeur M. Menken  peut-être charmeur... »

## Dans les autres médias
On September 19, 2011 the cast, accompanied by composer Alan Menken, performed "Seize the Day" and "Santa Fe" on The View. The company performed "King of New York" in Macy's Thanksgiving Day Parade in November 2011.

## Bande originale
La bande originale enregistrée par la distribution de Broadway a été édité sur iTunes le 10 avril 2012 chez Ghostlight Records, suivi par un disque le 15 mai 2012. Elle comprend six chansons ajoutées pour la comédie musicale par rapport au film dont trois ajoutées pour Broadway par rapport à la version de Paper Mill : The Bottom Line, That's Rich e 't'Something to Believe In."
| No  | Titre                                        | Interprètes                                                                                  | Durée |
| --- | -------------------------------------------- | -------------------------------------------------------------------------------------------- | ----- |
| 1.  | Overture                                     | Alan Menken                                                                                  | 1:12  |
| 2.  | Santa Fe (Prologue)                          | Jeremy Jordan, Andrew Keenan-Bolger                                                          | 3:05  |
| 3.  | Carrying the Banner                          | Newsies Company                                                                              | 5:08  |
| 4.  | The Bottom Line                              | John Dossett, Mark Aldrich, Nick Sullivan, Laurie Veldheer,                                  | 2:16  |
| 5.  | That's Rich                                  | Capathia Jenkins                                                                             | 2:33  |
| 6.  | I Never Planned on You/Don't Come a-Knocking | Jeremy Jordan, Kara Lindsay, Laurie Veldheer, Julie Foldesi                                  | 1:40  |
| 7.  | The World Will Know                          | Jeremy Jordan, Ben Fankhauser, Lewis Grosso, Matthew Schechter, Newsies Company              | 4:09  |
| 8.  | Watch What Happens                           | Kara Lindsay                                                                                 | 3:06  |
| 9.  | Seize the Day                                | Jeremy Jordan, Ben Fankhauser, Lewis Grosso, Matthew Schechter, Newsies Company              | 5:23  |
| 10. | Santa Fe                                     | Jeremy Jordan                                                                                | 3:12  |
| 11. | King of New York                             | Ben Fankhauser, Matthew Schechter, Lewis Grosso, Kara Lindsay, Ryan Breslin, Newsies Company | 4:09  |
| 12. | Watch What Happens (Reprise)                 | Jeremy Jordan, Ben Fankhauser, Kara Lindsay, Lewis Grosso                                    | 1:53  |
| 13. | The Bottom Line (Reprise)                    | John Dossett, Mark Aldrich, John E. Brady                                                    | 0:58  |
| 14. | Brooklyn's Here                              | Tommy Bracco, Newsies Company                                                                | 1:53  |
| 15. | Something to Believe In                      | Jeremy Jordan, Kara Lindsay                                                                  | 3:31  |
| 16. | Once and for All                             | Jeremy Jordan, Kara Lindsay, Ben Fankhauser, Ryan Breslin, Newsies Company                   | 4:01  |
| 17. | Finale                                       | Jeremy Jordan, Newsies Company                                                               | 2:32  |

| 18. | Santa Fe (Bonus Track)         | Jeremy Jordan, Alan Menken                                                                   |  |
| 19. | Seize The Day (Bonus Track)    | Jeremy Jordan, Ben Fankhauser, Lewis Grosso, Matthew Schechter, Newsies Company              |  |
| 20. | King of New York (Bonus Track) | Ben Fankhauser, Matthew Schechter, Lewis Grosso, Kara Lindsay, Ryan Breslin, Newsies Company |  |